# 太仓市博物馆

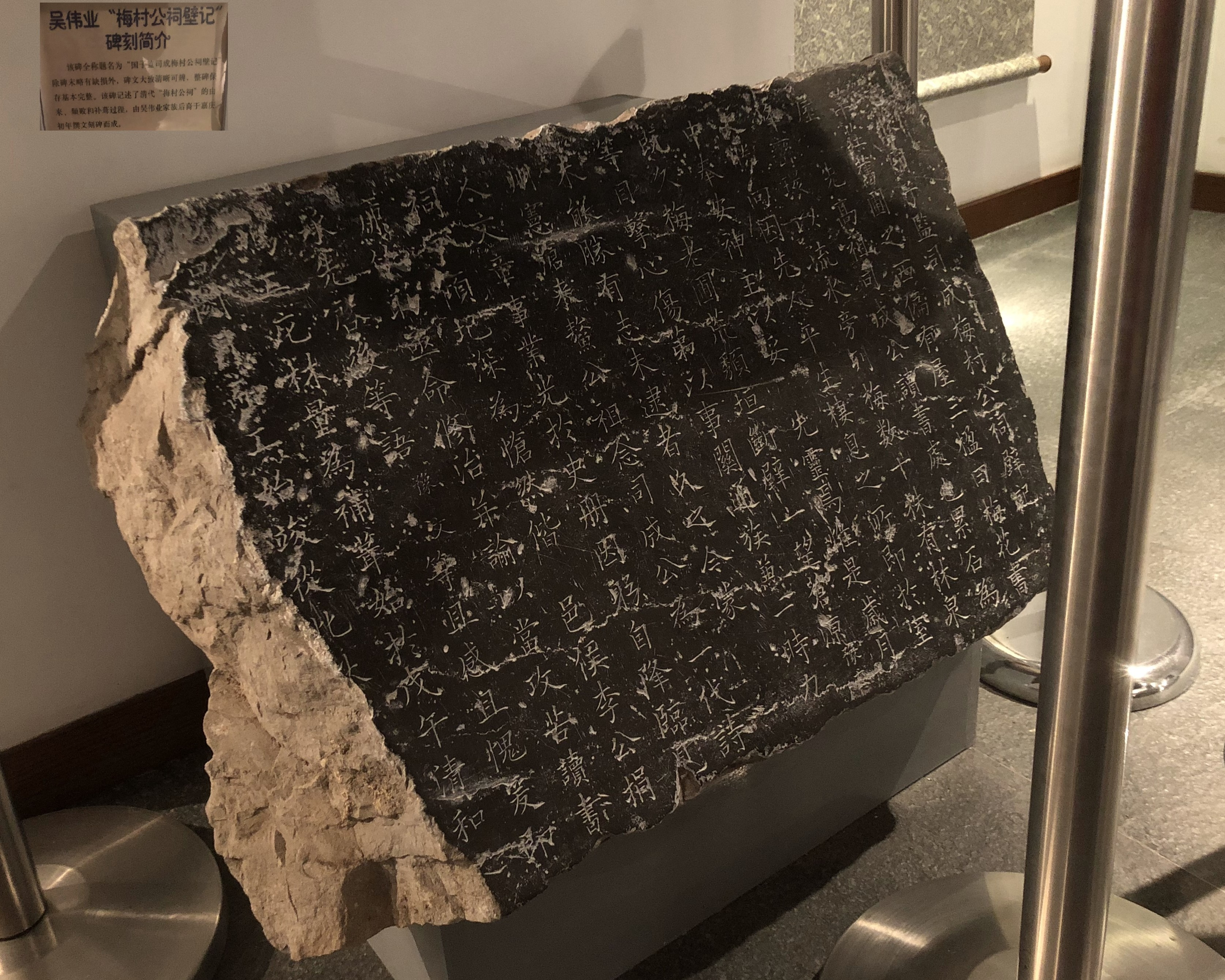
博物馆藏品，梅村公祠壁记碑，太仓名人吴伟业的祠堂

太仓市博物馆是一座位于江苏太仓的博物馆。

## 历史
1987年建成开馆，新馆于2011年元旦建成开馆，建筑面积14,000平方米。位于太仓上海东路100号，靠近太仓市图书馆。主要收藏文物包括陶瓷、青铜器、书画、玉器等。下级单位包括张溥宅第和王锡爵故居。

## 营业时间
- 周一至周日：上午九点至下午五点